# オイゲン・フォン・ベーム＝バヴェルク
オイゲン・フォン・ベーム＝バヴェルク（Eugen von Böhm-Bawerk、ドイツ語: [bøːm ˈbaːvɛʁk]、1851年2月12日 - 1914年8月27日）は、オーストリア・ハンガリー帝国出身の経済学者であり、オーストリア学派（ウィーン学派）の発展に対する重要な寄与によって知られている。名前の発音は正しくは、オイゲン・フォン・ブーム＝バーヴェアクである。

## 学生時代
- ウィーン大学で法学を学んでいるときに カール・メンガーの『国民経済学原理』を読み、メンガーの元で学ぶことは無かったが彼の理論の熱心な支持者となった。ヨーゼフ・シュンペーターによれば、ベーム＝バヴェルクは「あまりにも完全に熱狂的なメンガー支持者であったので、ほかの学派の影響をほとんど受けることが無かった」とのことである。

## 役人・大学時代
- ベーム＝バヴェルクは、卒業後にオーストリア政府の大蔵省に就職した。
- 1880年代にはインスブルック大学に勤めた。その間に、彼の主著である『資本と利子』（"Kapital und Kapitalzins",全3巻）の最初の2巻を出版している。
- 1889年には、直接税の改革案を作成するために、大蔵省によってウィーンに呼ばれた。当時のオーストリアの税制は、生産物に重税を（特に戦時に）課しており、投資に対してきわめて抑制的効果をはたしていた。ベーム＝バヴェルクは近代的所得税の導入を提案した。この提案は直ちに採用され、数年のうちに大きな成功をおさめた。

## 大蔵大臣時代

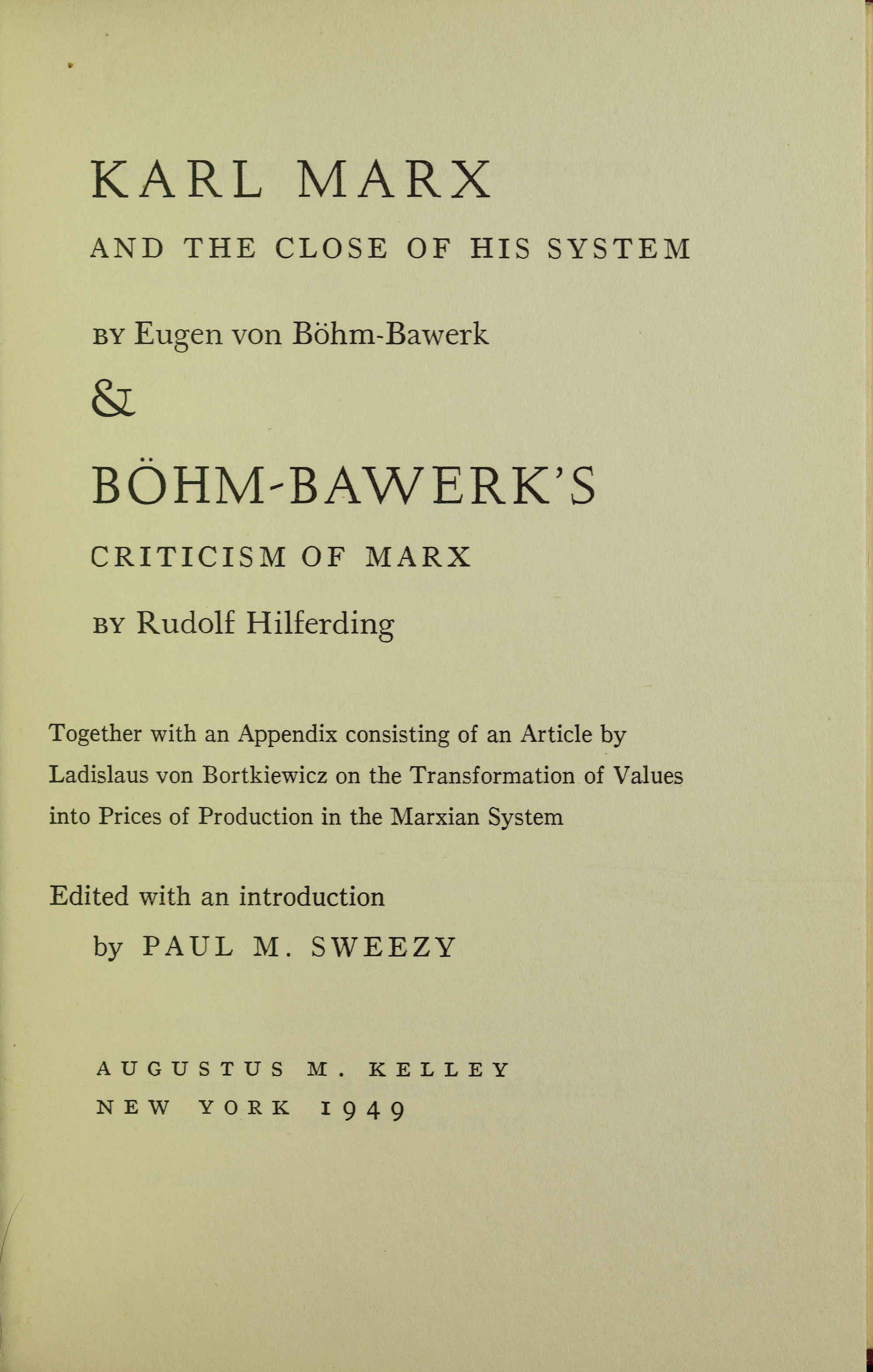
Karl Marx and the close of his system

- ベーム＝バヴェルクは1895年にオーストリアの大蔵大臣に就任し、彼の肖像は100シリング紙幣に用いられた。（1983年から発行されていた100オーストリア・シリング紙幣に肖像が使用されていた。）
- 彼の最初の大蔵大臣としての任期は短期に終わり、再度就任したときも同様であったが、3度目は 1900年から1904年までその地位にとどまった。大蔵大臣としては、金本位制度と均衡財政の維持に努め、ほぼ2世紀間オーストリア経済の特徴となっていた砂糖補助金を1902年に廃止した。しかし1904年に軍事費の増大を求められると、財政均衡を危険にさらすとして職を辞している。その後は没年まで、ウィーン大学の教授を務めた。
- 経済史家のアレクサンダー・ガーシェンクロンはベーム＝バヴェルクの「1銭惜しみ」、「びた1文出すよりたくさんの方針を出す」やり方を批判し、特にベーム＝バヴェルクが公共事業に多額の支出をすることを嫌ったような、オーストリアの経済政策の後進性を非難した。一方、シュンペーターはベーム＝バヴェルクの「国家財政の安定」への努力を賞賛している。

## 自由主義
- ベーム＝バヴェルクは自由主義的ではあったが、今日「ウィーン学派経済学者」が意味するような、急進的自由主義者では無かった。彼は著書の中で、無制限な自由競争が「無秩序な生産と消費」に帰結するのではないかと恐れている。
- 彼は1880年代から1890年代にかけて、カール・マルクスの経済学に対する広範な批判をおこなった。そして 1905年から1906年には、何人かの主要なマルクス主義者、その中にはルドルフ・ヒルファーディングも含まれるが、彼のセミナーに参加している。

## 出版された著作
- 『資本と利子』の第1巻が『資本利子理論の歴史と批判』（"Geschichte und Kritik der Kapitalzinstheorien"、1884年）である。これは利子の現象について代わりとなる理論（使用説、生産力説、禁欲説、等々）を徹底的に批評した概説である。
また、そこにはマルクスの搾取理論の批判も含まれていた。ベーム＝バヴェルクは、資本家は労働者を搾取するのではなく、労働者が生産を手伝った生産物から得られる収入の中から十分に、前もって所得を与えることで、労働者に提供する、と主張した。

- 『マルクス体系の終結』（1896年）では、生産要素の間で所得がいかに配分されるかということが、基本的に政治的というよりは経済的な問題であると主張した。そしてオーストリア学派の解答で労働価値説へ、同様にいわゆる「賃金の鉄則」へ、反論しようと試みた。

- 『資本と利子』の第2巻として提供されたベーム＝バヴェルクの『資本の積極理論』（"Positive Theorie des Kapitals"、1889年）では、経済の時間消費的な生産過程および人が負担する利子支払について、詳細に記述した。
- 第3巻の『価値と価格』（"Value and Price"）はメンガーの『原理』の上に構築され、オーストリア学派による限界効用理論を以下の様にはっきりと提示した。

『資本と利子に関する余論』（"Exkurse zur Positiven Teorie des Kapitals"、英題："Further Essays on Capital and Interest"、1921年）は第3巻だが、当初第3巻として出された第2巻への追補（?）として始まった。

## 主要著作
- 1881年 - Rechte und Verhältnisse vom Standpunkte der volkswirtschaftlichen Güterlehre
- 1884年 - Kapital und Kapitalzins: Erste Abteilung, Geschichte und Kritik der Kapitalzinstheorien             　　　　　　　　『Capital and Interest』Smart,M.A.Willam.訳、1890年
- 1886年 - Grundzüge der Theorie des wirtschaftlichen Güterwerts
『經濟的財價値の基礎理論:主觀的價値と客觀的交換價値』長守善訳、岩波文庫、1932年
『價値理論要綱』大山千代雄訳、有斐閣、1937年
- 1889年 - Kapital und Kapitalzins: Zweite Abteilung, Positive Theorie des Kapitals
  - 『The Positive Theory of Capital』Smart,M.A.Willam.訳、1891年
  - 抜萃『資本利子及企業利得論』經濟學說體系3、安倍浩訳、而立社、大正12年、
- 1896年 - Zum Abschluß des Marxschen Systems
『マルクス學説体系の終焉』竹原八郎訳、日本評論社、1931年
『マルクス体系の終結』木本幸造訳、未來社、1969年　ISBN 4624321448
『Karl Marx and the Close of His System』 Sweezy,Paul M. 訳
- 1909年-1912年 - Exkurse zur Positive Theorie des Capitals